# Giuseppe Guarino (cardinal)
Pour les articles homonymes, voir Giuseppe Guarino.
Giuseppe Guarino (né le 6 mars 1827 à Montedoro, dans l'actuelle province de Caltanissetta, en Sicile, alors dans le royaume des Deux-Siciles et mort le 22 septembre 1897 à Messine) est un cardinal italien de la fin du XIXe siècle fondateur des sœurs apôtres de la Sainte Famille. Son procès en béatification a été ouvert en 1985.

## Biographie
Giuseppe Guarino est nommé archevêque de Syracuse en 1872, puis archevêque de Messine en 1875. 
Le pape Léon XIII le crée cardinal lors du consistoire du 16 janvier 1893.

## Source
- Fiche du cardinal Giuseppe Guarino sur le site fiu.edu